# Roger Black
Roger Anthony Black (Portsmouth, Reino Unido, 31 de marzo de 1966) fue un atleta británico, especializado en la prueba de 4 × 400 m en la que llegó a ser dos veces campeón del mundo en 1991 y 1997, y subcampeón mundial en 1987.

## Carrera deportiva
En el Mundial de Roma 1987 ganó la medalla de plata en los relevos 4 × 400 metros, con un tiempo de 2:58.86 segundos que fue récord europeo, llegando a la meta tras Estados Unidos y por delante de Cuba, siendo sus compañeros de equipo: Derek Redmond, Kriss Akabusi y Phil Brown.
Y en los mundiales de Tokio 1991 y Atenas 1997 ganó la medalla de oro en la misma prueba, por delante de Estados Unidos y Jamaica en la primera ocasión, y de Jamaica y Polonia, en la segunda.